# American Falcon

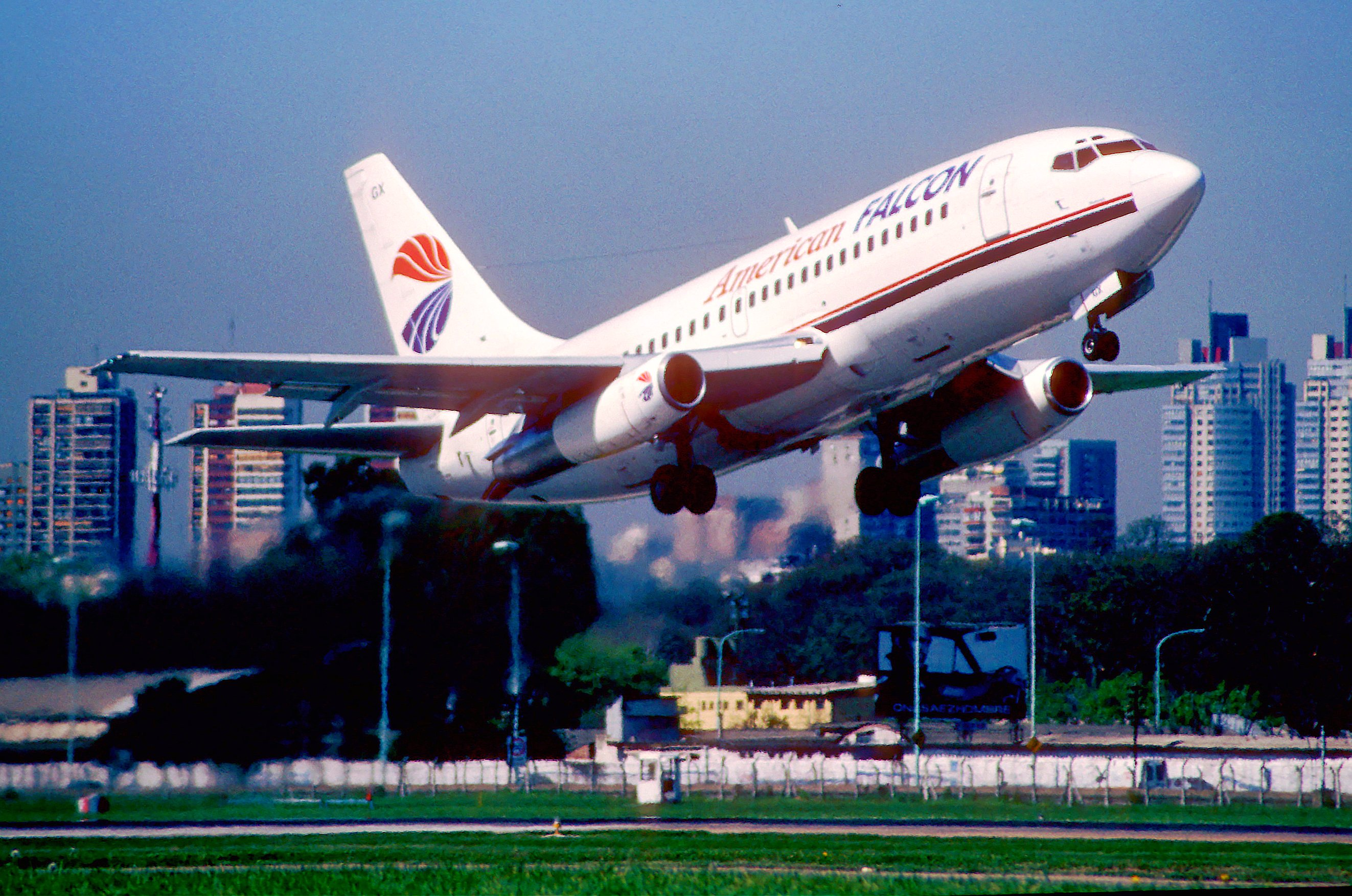
Un 737-200 de la compañía American Falcon

American Falcon (Código IATA: WK, código OACI: AFB) fue una aerolínea de Argentina que brindaba servicio a las ciudades de Paraná, Salta, Tucumán , Puerto Iguazú , Puerto Madryn,San Carlos de Bariloche. Fue fundada en 1996 y comenzó sus operaciones en 1998. Cesó su actividad en julio del 2005.
En un principio fue fundada como empresa de vuelos chárter, y luego estableció rutas regulares.

## Flota con la que contaba
- Tres B737-200

LV-WGX - ex Aerolíneas Argentinas. Aun permanece en Aeroparque. Hasta hace pocos tiempo yacía en la plataforma comercial, fue desplazado a hangares por las obras que fueron realizadas durante el mes de noviembre de 2010 en el Aeroparque Jorge Newbery. 
LV-ZYJ - ex Lan Chile CC-CDE
LV-ZXS - Cardinal/Skyways. Operado ocasionalmente por la compañía
- Dos F28.[2]

LV-WZC - ex Servicios Transportes Aéreos Fueguinos
LV-LZN - Operado en conjunto con LAER